# Axel Lindblad (friidrottare)
Axel Lindblad, okänt födelse- och dödsdatum, var en svensk friidrottare som var bäst i spjutkastning. Han tävlade för IK Stockholm.

## Karriär
1891 var Lindblad Sverige-etta i spjutkastning (bästa hand) med resultatet 32,95 .
1892 nådde han 40,38 i spjut (i samband med tävlingarna om Dickson-pokalen i Stockholm och detta var också det första kastet över 40 meter i världen) - återigen blev han Sverige-etta. Enligt andra källor  förbättrade han detta år (1892) en A. Wigerts svenska rekord (från 1886) i spjut (bästa hand) från 35,81 till 36,70. Detta skulle kunna tolkas som att hans resultat 40,38 inte blev accepterat som svenskt rekord.
År 1892 satte han också det första registrerade inofficiella svenska rekordet i spjutkastning (sammanlagt), med 64,20 .
1893 var han återigen Sverige-etta (med 39,90). Enligt  förbättrade han dock inte sitt svenska rekord detta år.
1894 kastade han 42,92 vilket skulle betyda en förbättring av det egna svenska rekordet enligt  och . Enligt samma källa slogs hans rekord av August Bergman 1897. Trots detta anges Harald Andersson-Arbin som Sverige-etta 1894 med 42,95. Arbin anges även som den förste innehavaren av det svenska rekordet av ref  med detta resultat.
1894 förbättrade han sitt svenska rekord i spjutkastning (sammanlagt) till 66,77. Rekordet slogs 1896 av August Bergman.
Oavsett ovanstående resonemang, så toppade han dock 1894 Sverige-statistiken i 110 meter häck (17,6 s) och kulstötning (11,36 m).